# Tesha Zohidov
Tesha Zohidovich Zohidov (en uzbeko: Теша Зоҳидович Зоҳидов, en ruso: Тиша Захидович Захидов; Kokand, Imperio ruso, 10 de mayojul./ 23 de mayo de 1906greg. - Taskent, Unión Soviética, 21 de agosto de 1981) fue un zoólogo, ecologista y profesor universitario soviético de origen uzbeko que se desempeñó como presidente de la Academia de Ciencias de la República Socialista Soviética de Uzbekistán de 1952 a 1956.

## Biografía

### Infancia y educación
Zohidov nació el 23 de mayo de 1906 en Kokand —en esa época parte del Imperio ruso, actualmente situado en la provincia de Ferganá en Uzbekistán—, en el seno de una familia uzbeka muy pobre. Cuando sólo tenía diez años empezó a trabajar en una imprenta como aprendiz, aunque tras aumentar la presencia soviética en la región empezó a asistir a una escuela local. Después de completar sus estudios iniciales en Kokand en 1924, se mudó a Taskent donde continuó su educación en el Colegio Pedagógico de Taskent que lleva el nombre de Narimonov, donde se graduó en 1926. Ese mismo año, ingresó en la Universidad Estatal de Asia Central. Después de graduarse en 1931, pasó a trabajar en el Departamento de Zoología de Vertebrados, donde trabajó como investigador hasta 1949 cuando se convirtió en profesor. En 1939 se afilió al Partido Comunista.

### Carrera
En el apogeo de la Gran Guerra Patria, a principios de 1943, el Comisariado Popular de Agricultura de la RSS de Uzbekistán, pidió a la universidad que realizara un estudio exhaustivo de la parte sureste del desierto de Kyzyl Kum. El proyecto, denominado «Expedición al Complejo Kyzyl Kum del Sur», fue dirigido por Yevgeny Korotin (que trabajaba como botánico) y Zohidov (que trabajaba como zoólogo). El trabajo de campo duró del 15 de marzo al 10 de diciembre de 1943, y la literatura académica del proyecto se publicó por primera vez en 1945, aunque algunos trabajos no se publicaron hasta una década después.
La mayoría de sus trabajos científicos se centraron en el estudio de la fauna de vertebrados de las zonas desérticas de la RSS de Uzbekistán, en particular del desierto de Karakum. Los resultados de su trabajo se utilizaron para la zonificación zoogeográfica de los desiertos de Uzbekistán.
De 1946 a 1952 fue subdirector del Instituto de Botánica y Zoología de la Academia de Ciencias de la RSS de Uzbekistán. Al mismo tiempo, en 1949, se convirtió en profesor. En 1952 aceptó el puesto de miembro de la Academia de Ciencias de la RSS de Uzbekistán y ese mismo año asumió su presidencia, cargo que ocupó hasta 1956. Después, trabajó en la enciclopedia de zoología, por la que recibió el Premio Estatal Biruni en 1971.
Murió el 21 de agosto de 1981 en Taskent.

## Condecoraciones
A lo largo de su vida, Tesha Zohidov recibió las siguientes condecoraciones
- Orden de Lenin
- Orden de la Revolución de Octubre
- Orden de la Bandera Roja del Trabajo, tres veces
- Orden de la Insignia de Honor
- Premio Estatal Biruni (1971)